# Tristan Tzara
Tristan Tzara, właśc. Samuel Rosenstock (ur. 16 kwietnia 1896 w Moinești w okręgu Bacău w Rumunii, zm. 25 grudnia 1963 w Paryżu) – francuski poeta i eseista pochodzenia rumuńskiego, inicjator dadaizmu – jednego z awangardowych nurtów w sztuce i literaturze początku XX wieku, w późniejszym okresie – surrealista.

## Życiorys
Przyjmuje się, że dadaizm narodził się w 1916 w Zurychu, gdzie Tzara wraz z m.in. Hugo Ballem, Emmy Hennings, Hansem Arpem, Richardem Huelsenbeckiem i Sophie Täuber dyskutowali na temat sztuki i w przedstawieniach Cabaretu Voltaire dawali wyraz swemu niezadowoleniu z toczącej się wojny oraz negacji wszelkich uznawanych wartości i tradycji. Z dyskusji tych wyrosła koncepcja sztuki jako bazującej na absurdalnym dowcipie improwizacji i zabawie. Tworzone dzieło zaś, miało być spontanicznym połączeniem oderwanych obrazów i słów.
Tzara był autorem pierwszych tekstów dadaistycznych: La Première Aventure céleste de Monsieur Antipyrine (1916), Vingt-cinq poèmes (1918) oraz manifestu tego ruchu pt. Sept manifestes Dada (Siedem manifestów dada, 1924).
Od 1919 roku Tzara brał również aktywny udział działalności paryskich dadaistów. Wraz z André Bretonem, Philippe'em Soupaultem i Louisem Aragonem szokował eksperymentalnymi próbami dezintegracji struktury języka.
Pod koniec 1929, znużony nihilizmem i dezintegracją, zwrócił się w swej twórczości w kierunku surrealizmu. Z okresu surrealistycznego pochodzi m.in. poemat L'homme approximatif (1931).
Tzara żywo interesował się życiem politycznym, był zwolennikiem marksizmu, wstąpił nawet w 1937 roku do Francuskiej Partii Komunistycznej, brał udział w hiszpańskiej wojnie domowej, a w czasie II wojny światowej był aktywnym członkiem Résistance (francuskiego ruchu oporu). Z partii komunistycznej wypisał się w 1956 roku w proteście przeciw radzieckiej inwazji w czasie rewolucji na Węgrzech.
W swej późniejszej twórczości, często inspirowanej doświadczeniami politycznymi, zwrócił się w kierunku problematyki bardziej egzystencjalnej (m.in. La face intérieure, 1953).
Zmarł 25 grudnia 1963. Pochowany jest na cmentarzu Montparnasse w Paryżu.

## Wybrana twórczość
- Vingt-cinq poèmes (1918)
- Siedem manifestów dada (Sept manifestes Dada, 1924)
- L'homme approximatif (1931)
- Grains et issues (1935)
- Terre sur terre (1946)
- Parler seul (1950)
- De Mémoire (1950)
- La face intérieure (1953)